# Cathinon
Cathinon ist ein Amphetamin und zählt zu den Stimulanzien. Es unterscheidet sich jedoch chemisch von vielen anderen Amphetaminderivaten, da es eine Ketongruppe besitzt. Strukturell ist Cathinon eng mit dem Antidepressivum Bupropion verwandt.

## Vorkommen und Gewinnung

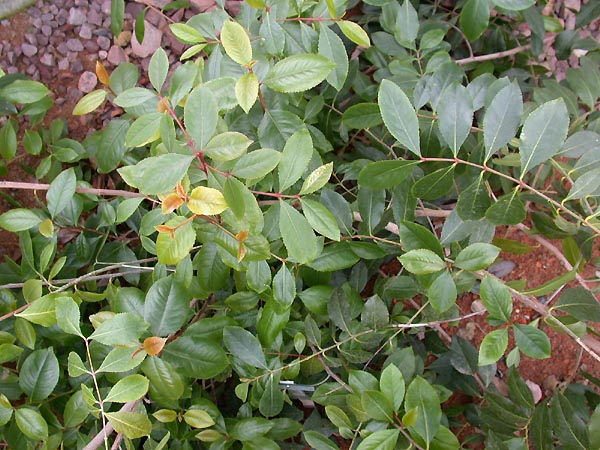
Kathstrauch (Catha edulis)

Es ist eines der Alkaloide aus dem Kathstrauch (Catha edulis) und dem Spindelbaumgewächs Maytenus krukovii. Aus den Pflanzen wird die Droge „Khat“ gewonnen, die vor allem in Ostafrika und auf der arabischen Halbinsel verbreitet ist.

## Wirkung
Cathinon besitzt neben der stimulierenden auch eine lokalanästhetisierende sowie anorektische Wirkung. Diese tritt etwa 20 Minuten nach Einnahme auf und hält ungefähr zwei bis vier Stunden an. Diskutiert wird auch eine Monoaminooxidase-Hemmung. Hohe bis toxische Dosen verursachen Hyperaktivität, Verwirrtheit, Störungen des Blutkreislaufs mit teils erhöhtem Blutdruck sowie Hyperthermie und Krämpfe.

## Analytik
Der zuverlässige Nachweis von Cathinon und synthetischen Cathinon-Derivaten gelingt nach adäquater Probenvorbereitung, wie z. B. der Festphasenextraktion aus den verschiedenen Untersuchungsmaterialien und anschließender Derivatisierung durch Einsatz chromatographischer Verfahren, insbesondere durch Kopplung mit der Massenspektrometrie.

## Rechtsstatus
Cathinon ist in der Bundesrepublik Deutschland in der Anlage 1 des Betäubungsmittelgesetzes aufgeführt und ist damit ein „nicht verkehrsfähiges Betäubungsmittel“. International fällt die Substanz unter die Konvention über psychotrope Substanzen. Auch in den Vereinigten Staaten steht der Wirkstoff im Anhang I (Schedule I) des Controlled Substances Act.